# Список лиц, лишённых государственных наград Литвы
Список лиц, лишённых государственных наград Литвы формируется в соответствии со статьей 18-й «Лишение и изъятие государственных наград» Закона о государственных наградах Литовской Республики:
1. Если действия награждённого нанесли ущерб репутации награждённого, президент Республики может исключить таких лиц из списков кавалеров орденов, медалей и других наград.
2. Лица, награжденные орденами, медалями и другими наградами, которые отказались от присуждения им государственных наград, исключаются президентом Республики по рекомендации канцлера ордена из списков награждённых после установления факта отказа.
3. Лица, которые были исключены из списка кавалеров орденов, медалей и других наград, должны вернуть канцлеру ордена полученные ими наградные знаки и соответствующие документы. Эти лица лишены прав, положенных им в соответствии с награждением.

При президенте Литвы Дале Грибаускайте наград были лишены 8 человек. Лишение наград имело место и при предыдущих президентах.

## Список лишённых
| Лицо                 | Принадлежность | Тип награды                                                    | Дата награждения | Дата лишения     | П       |
| -------------------- | -------------- | -------------------------------------------------------------- | ---------------- | ---------------- | ------- |
| Шарунас Чернаускас   | Литва          | Медаль ордена великого князя литовского Гядиминаса             | 13 февраля 2018  | 16 мая 2019      | [ К 1 ] |
| Владисловас Молис    | Литва          | Медаль ордена «За заслуги перед Литвой»                        | 16 февраля 2015  | 6 октября 2017   | [ К 2 ] |
| Пранас Кончюс-Адомас | Литва          | Офицерский крест ордена Креста Витиса                          | 11 февраля 2000  | 18 сентября 2015 | [ К 3 ] |
| Дмитрий Киселёв      | Россия         | Медаль Памяти 13 января                                        | 11 января 1994   | 3 апреля 2014    | [ К 4 ] |
| Татьяна Миткова      | Россия         | Медаль Памяти 13 января                                        | 11 января 1994   | 14 апреля 2014   | [ К 5 ] |
| Альгирдас Палецкис   | Литва          | Рыцарский крест ордена «За заслуги перед Литвой»               | 21 апреля 2004   | 7 марта 2013     | [ К 6 ] |
| Живиле Бальчюнайте   | Литва          | Рыцарский крест ордена Великого князя Литовского Гядиминаса    | 22 сентября 2010 | 2 октября 2012   | [ К 7 ] |
| Ромас Саусайтис      | Литва          | Медаль ордена «За заслуги перед Литвой»                        | 22 сентября 2010 | 2 октября 2012   | [ К 7 ] |
| Маргарита Дробязко   | Литва          | Орден Великого князя Литовского Гядиминаса 5-й степени         | 1 июля 2000      | 10 августа 2022  | [ К 8 ] |
| Повилас Ванагас      | Литва          | Орден Великого князя Литовского Гядиминаса 5-й степени         | 1 июля 2000      | 10 августа 2022  | [ К 8 ] |
| Владимир Якунин      | Россия         | Командорский крест ордена Великого князя Литовского Гядиминаса | 14 июня 2002     | 10 августа 2022  | [ К 9 ] |

## Комментарии
1. ↑  Ввиду обнаружения фактов нарушения принципов журналистской деятельности[6][7].
2. ↑  На основании результатов внутреннего аудита, в ходе которого были выявлены факты ненадлежащего управления государственной компанией «Automagistralė» под руководством награждённого, случаи нанесения серьёзного финансового ущерба, грубой растраты средств и злоупотребления служебным положением[10][11].
3. ↑  На основании обращения Литовского центра исследования геноцида и сопротивления о неимении награждённым статуса добровольца и заключения Генеральной прокуратуры Литовской Республики об участии награждённого в убийствах евреев[14][15].
4. ↑  На основании обращения заместителя председателя Сейма Литовской Республики Пятраса Ауштрявичюса об дискредитации звания награждённого своей клеветнической деятельностью и издевательством над ценностями свободы и независимости[18][19].
5. ↑  На основании самоличного заявления Митковой об отказе от награды в связи с ранее произведённым лишением награды Киселёва[21][22].
6. ↑  Признан судом виновным в отрицании факта советской агрессии против Литвы в 1991 году, особо тяжких и тяжких преступлений СССР, совершенных против жителей Литвы, а также в оскорблении памяти людей, погибших и пострадавших в борьбе за восстановление независимости и их близких[25][26].
7. ↑  Ввиду дисквалификации дисциплинарной комиссией Литовской федерации легкой атлетики за употребление допинга и на основании самоличного заявления об отказе от награды[29][30].
8. ↑  На основании участия в развлекательном ледовом шоу «Лебединое озеро» в Сочи, организованном фигуристкой Татьяной Навкой во время российского вторжения на территорию Украины[33].
9. ↑  За дискредитацию звания награждённого[35].